# Oreocereus celsianus
Oreocereus celsianus là một loài thực vật có hoa trong họ Cactaceae. Loài này được (Lem. ex Salm-Dyck) Riccob. mô tả khoa học đầu tiên năm 1909.

## Hình ảnh

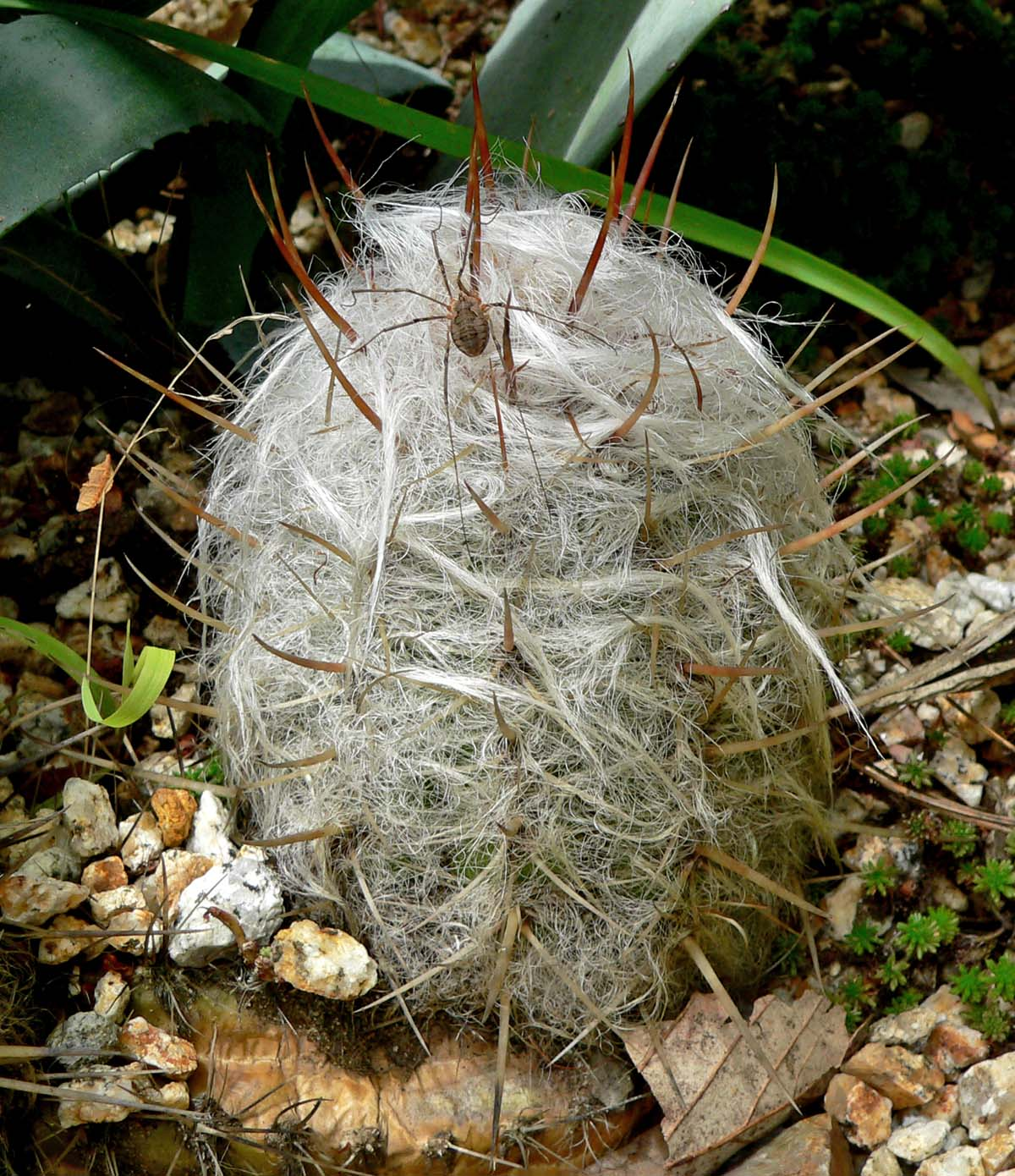
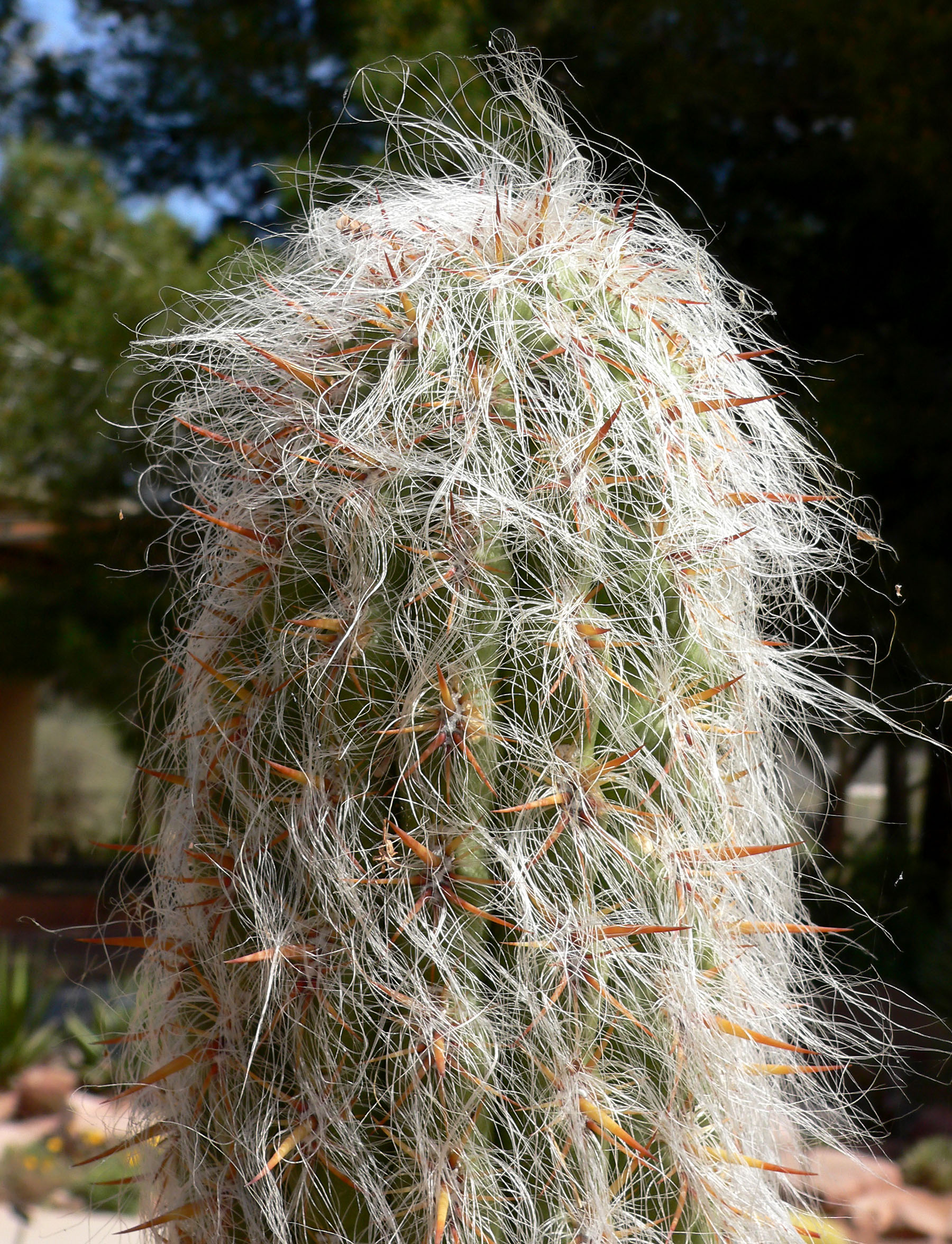
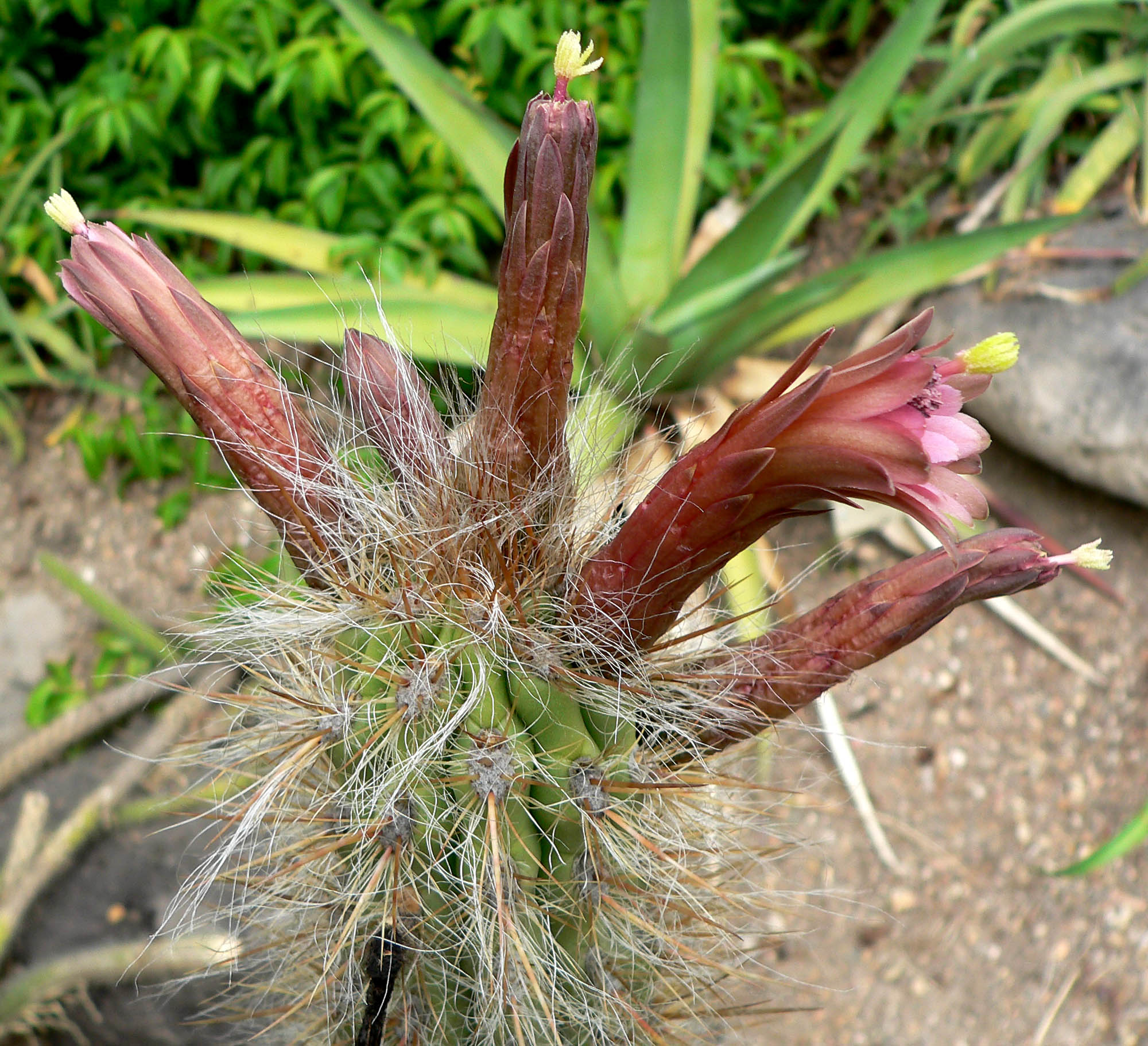
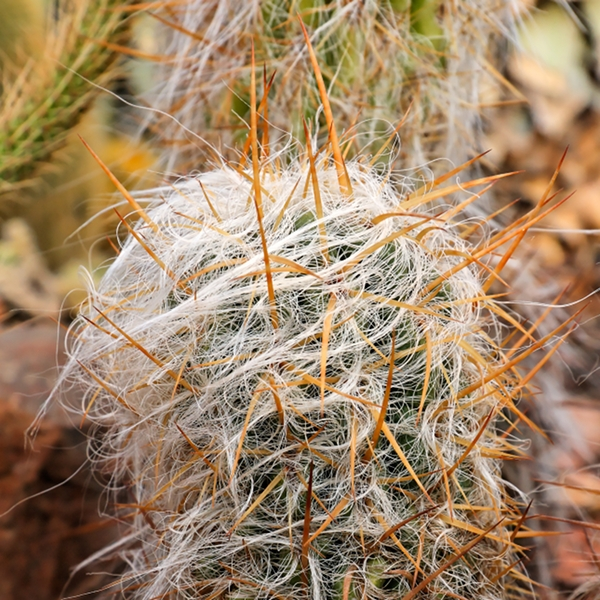
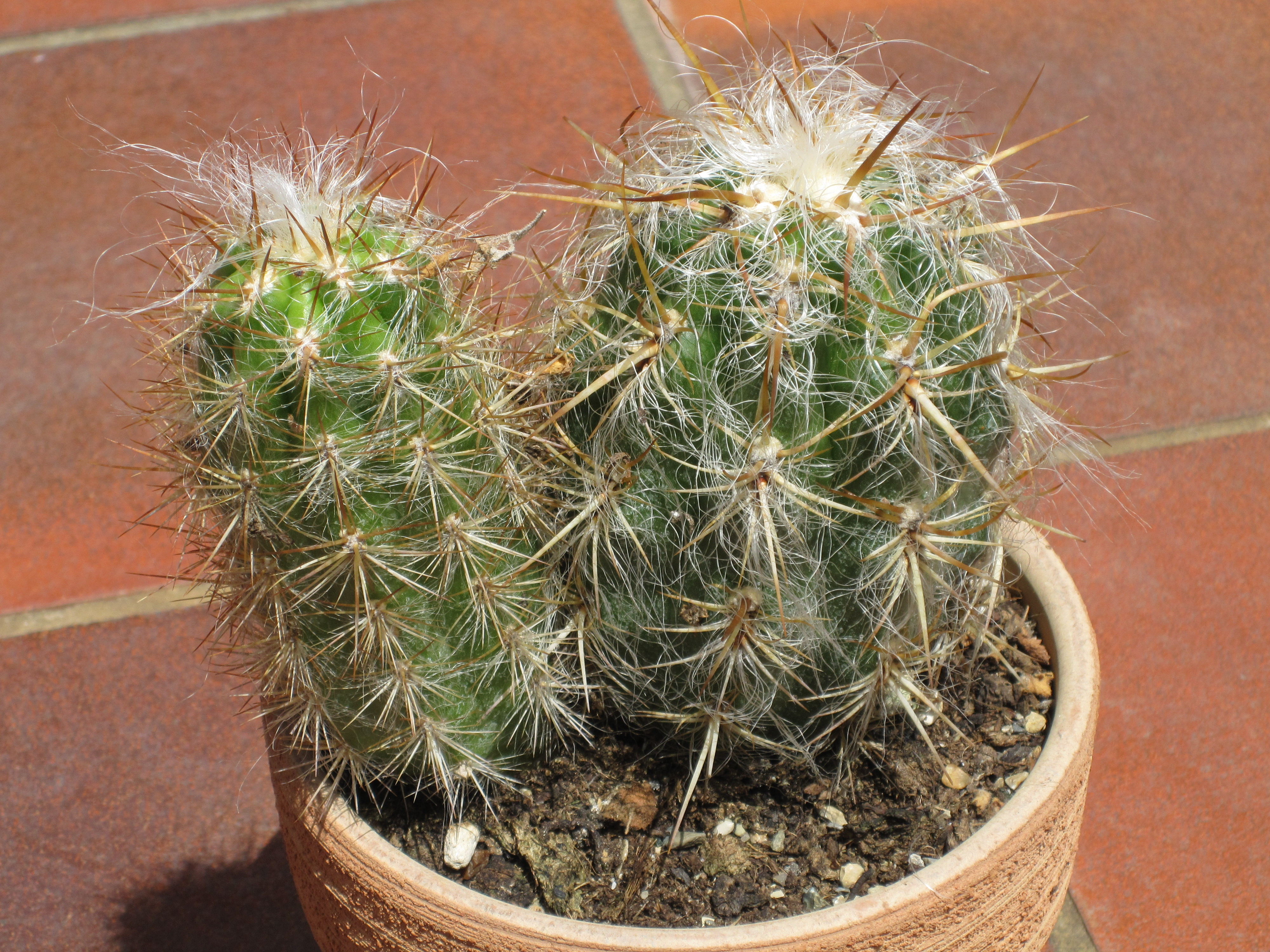